# Università di Southampton
L'Università di Southampton è situata nella città di Southampton, nella costa meridionale del Regno Unito.

## Storia
L'Università di Southampton ha origine come Hartley Institution, fondata nel 1862 per beneficenza da Henry Robertson Hartley. Alla sua morte lasciò la somma di 103.000 sterline alla Southampton Corporation a condizione che fosse investita: «in modo da promuovere al meglio gli studi e l'avanzamento delle scienze di storia naturale, astronomia, antichità, letteratura classica ed orientale nella città, ad esempio con la costruzione di una biblioteca pubblica, giardini botanici, osservatorio e collezioni ad oggetti relativi alle suddette scienze».
I funzionari cittadini custodirono i libri di Hartley in un edificio su High Street, nel centro cittadino; ciò supportò la Hartle Institution, che diventò college universitario nel 1902. Nel 1919 fu rinominata Hartley University College e successivamente University College Southampton. Fino al 1952 le lauree venivano rilasciate dalla Università di Londra.
Essendo i locali in High Street troppo piccoli, il college fu trasferito in una zona non urbanizzata, nell'area di Highfield. Benché il nuovo edificio principale fu formalmente aperto il 20 giugno 1914, lo scoppio della prima guerra mondiale avvenne prima dell'inizio delle lezioni. Gli edifici furono dunque utilizzati come ospedale militare. Per poter gestire il gran numero di feriti, furono costruite delle capanne di legno sul retro degli edifici. Il college continuò ad utilizzare queste capanne anche dopo la guerra, successivamente sostituendole con edifici in mattoni. Con l'espansione continua, fu costruita una libreria universitaria e il complesso comprendente l'unione studentesca ed il refettorio.
Nel 1952, la regina concesse all'università di Southampton il diritto di rilasciare lauree. Questo conferì il pieno status universitario e rese Southampton indipendente dall'università di Londra. Si sviluppò rapidamente nel corso degli anni sessanta, contemporaneamente alle cosiddette università plate glass, quali: l'Università di Warwick, Università di York, e l'università dell'Anglia Orientale.
Nel 2005, un grande incendio distrusse parte del Mountbatten Building, che ospitava i laboratori di ricerca sulla fibra ottica e i laboratori di fabbricazione di circuiti integrati.

## Struttura
L'ateneo è organizzato in cinque facoltà:
- Ingegneria e scienze fisiche
- Lettere e filosofia
- Medicina
- Scienze ambientali e della vita
- Scienze sociali

Gli edifici principali dell'università sono situati in gran parte nel campus di Highfield, ma vi sono anche altri campus all'interno e all'esterno della città: Boldrewood, per le scienze biomediche; Southampton General Hospital, il centro oceanografico nazionale e l'Avenue Campus, che ospita la maggior parte dei corsi umanistici e di lingua. Nella vicina Winchester si trova la scuola d'arte.

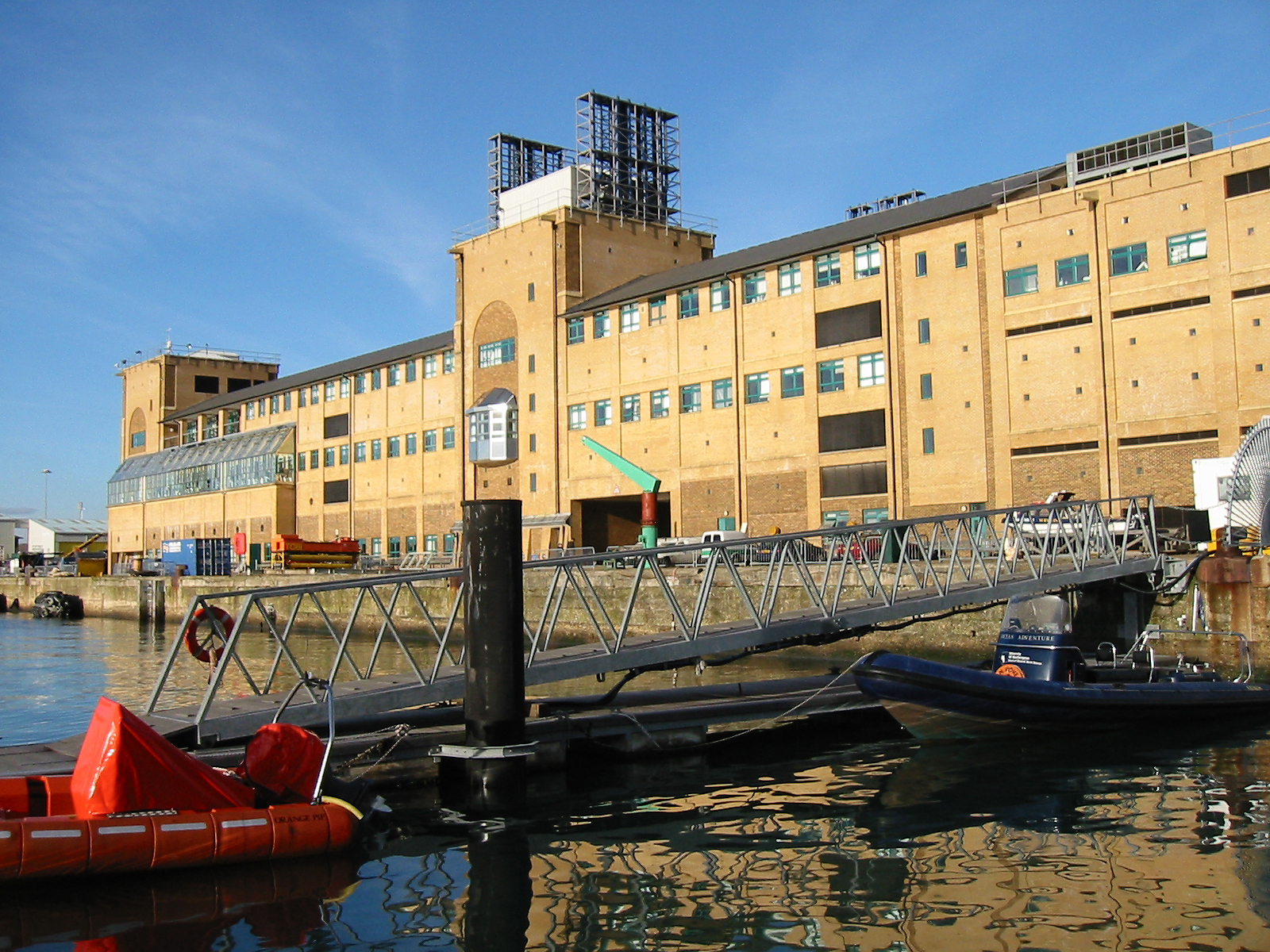
Il centro oceanografico nazionale di Southampton.

### Edifici

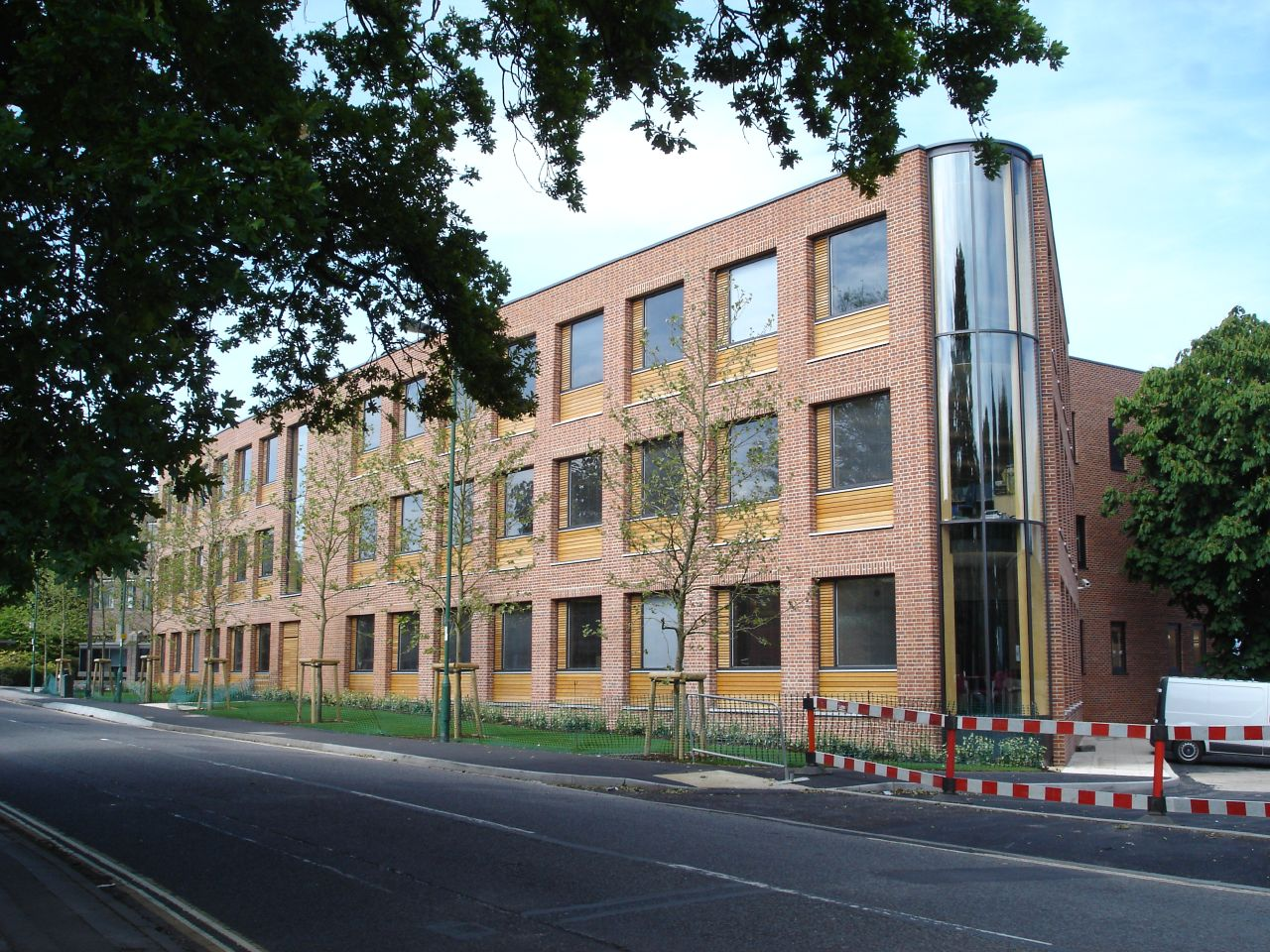
L'edificio che ospita i servizi professionali, presso l'Highfield campus.

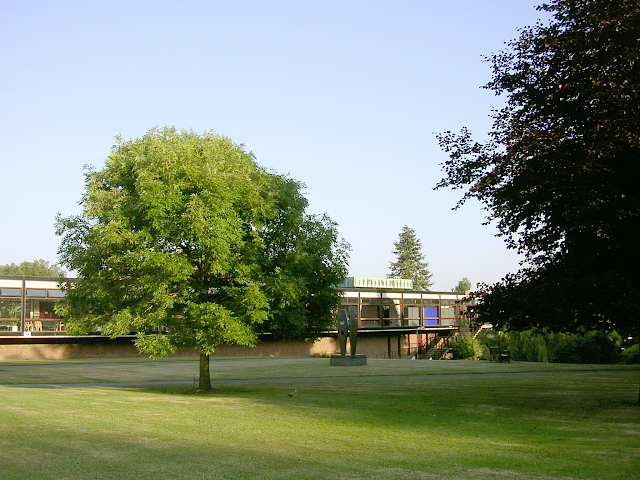
Lo "staff club" e il giardino. La parte centrale di Highfield è un'area verde con svariati alberi, piante e sculture.

I primi edifici del campus principale (Highfield) risalgono agli anni dieci; tuttavia, il centro del campus è dominato da due grandi edifici degli anni trenta di Giles Gilbert Scott, in mattoni rossi, mentre il progetto originale degli anni cinquanta e la maggior parte dei restanti edifici sono di Basil Spence, in stile Mies van der Rohe. Un nuovo progetto per Highfield fu redatto nel 1998 da Rick Mather, che ha anche contribuito ai più recenti edifici. Il campus mantiene un'area verde nella quale sono sparse sculture del XX secolo di Barbara Hepworth, FE McWilliams, Justin Knowles, Nick Pope e John Edwards.

#### Unione studentesca
L'unione studentesca dell'università (SUSU) si trova nei due edifici di fronte alla biblioteca Hartley. L'edificio ovest risale agli anni quaranta ed è in mattoni rossi come la biblioteca; l'edificio principale fu costruito negli anni sessanta con il progetto di Basil Spence. Questo fu esteso con due night club e il cinema nel 2002. Nello stesso anno l'unione si distaccò dall'organizzazione nazionale. L'unione ospita, inoltre, una stazione radio (SURGE) e pubblica un quotidiano, il Wessex Scene.

#### Residenze universitarie
I due complessi principali sono:
- Glen Eyre Halls, che include: Chamberlain, Chancellors Court, Hartley Grove, New Terrace, South Hill, Terrace e University Houses.
- Wessex Lane Halls: Connaught Hall, Montefiore (composto da quattro strutture) e Stoneham Tower.

Vi sono, inoltre, altre residenze satelliti: Aubrey House, Bencraft, Erasmus Park, Gateley Hall, Gower Building, Highfield Hall, Romero, Shaftesbury, St. Margaret´s House, Tasman Court e Wolfe House.